# Theog
Theog är en ort i Indien.   Den ligger i distriktet Shimla och delstaten Himachal Pradesh, i den norra delen av landet, 280 km norr om huvudstaden New Delhi. Theog ligger 2 239 meter över havet och antalet invånare är 4 191.
Terrängen runt Theog är kuperad åt nordväst, men åt sydost är den bergig. Runt Theog är det ganska tätbefolkat, med 144 invånare per kvadratkilometer. Närmaste större samhälle är Shimla, 18,3 km väster om Theog. Trakten runt Theog består i huvudsak av gräsmarker.